# هوراس ويلسون
هوراس ويلسون (بالإنجليزية: Horace Wilson) (28 يونيو 1864 في أستراليا - 15 مايو 1923 في أستراليا) هو لاعب كريكت أسترالي. لعب مع فريق غرب أستراليا للكريكت ‏.

## وصلات خارجية
- هوراس ويلسون على موقع إي آس بي آن كريك إنفو (الإنجليزية)